# Condylostylus diversipes
Condylostylus diversipes är en tvåvingeart som beskrevs av Becker 1922. Condylostylus diversipes ingår i släktet Condylostylus och familjen styltflugor. Inga underarter finns listade i Catalogue of Life.